# Red Lake (CDP)
Red Lake és un lloc designat pel cens (CDP) dins del territori no organitzat de Lower Red Lake, situat al comtat de Beltrami, Minnesota, Estats Units. Segons el cens del 2010, Red Lake tenia una població total de 1.731 habitants. La reserva índia de Red Lake té la seu a Red Lake.

## Geografia
Segons l'Oficina del Cens dels Estats Units el CDP té una superfície total de 13,1 km 2 (5,1 mi 2), dels quals 12,5 km2 (4,8 mi2) és terra i 0,6 km 2 (0,2 mi2), el 4,70% és aigua.
Segons el cens del 2000 hi havia 1.430 persones, 400 llars i 320 famílies al CDP. La densitat de població era de 42,5 hab./km2 (110,2 hab./mi2. Hi havia 421 unitats d’habitatge amb una densitat mitjana de 12,4 hab./km2. La composició racial del CDP era del 97,69% de nadius americans, de l'1,82% de blancs, del 0,28% de negres o afroamericans, del 0,07% d'altres races i del 0,14% de dues o més races. Els hispans o llatins de qualsevol raça eren de l’1,47%.
Dels 400 habitatges, el 49,0% tenien fills menors de 18 anys vivint amb ells, el 24,5% eren parelles casades que vivien juntes, el 42,0% tenia una dona sense marit present i el 20,0% no eren famílies. El 18,3% de les llars eren formades per una sola persona i el 4,3% tenien 65 anys o més. El nombre mitjà de persones vivint en cada habitatge era de 3,53 i el nombre mitjà de persones que vivien en cada família era de 3,88.
La distribució per edats va ser del 44,1% per als menors de 18 anys, del 12,0% dels 18 als 24, del 24,1% dels 25 als 44 anys, del 15,6% dels 45 als 64 anys i del 4,3% dels 65 anys o més. L'edat mediana era de 21 anys. Per cada 100 dones, hi havia 94,0 homes. Per cada 100 dones de 18 o més anys hi havia 84,3 homes.
La renda mediana per habitatge era de 23.224 $ i la renda mediana per família de 20.800 $. Els homes tenien una renda mediana de 22.257 dòlars versus 22.431 dòlars per a les dones. La renda per capita del CDP era de 8.787 $. Al voltant del 36,8% de les famílies i el 36,4% de la població estaven per sota del llindar de pobresa, inclosos el 42,8% dels menors de 18 anys i el 44,4% dels majors de 64 anys.

## Tiroteig del 2005
El 21 de març del 2005 la ciutat va ser l'escenari d’un tiroteig. Jeff Weise, un estudiant de secundària d’Ojibwe de 16 anys, va assassinar el seu avi i la seva xicota amb una pistola Ruger de calibre .22 al seu habitatge mòbil, va conduir cap a l’institut superior de Red Lake i va assassinar un guàrdia de seguretat, un mestre d’escola i cinc estudiants amb una pistola Glock 23 de calibre 40 i una escopeta Remington 870 de calibre 12. El tiroteig va acabar quan Weise es va suïcidar.